# Trypeticus andaiensis
Trypeticus andaiensis är en skalbaggsart som först beskrevs av Raffaello Gestro 1875.  Trypeticus andaiensis ingår i släktet Trypeticus och familjen stumpbaggar. Inga underarter finns listade i Catalogue of Life.